# 連歌
連歌（れんが）是日本古來的傳統詩形之一種。由不同的歌人創作5・7・5的發句和7・7的脇句，長短句交互連詠成為一首歌。

## 概要
奈良時代，原型成立，平安時代中期，流行長短2句組成的短連歌，最後連成長連歌。鎌倉時代初期，連成50、100、120句，鎌倉後期，以100句為基本型的百韻成為主流。南北朝時代至室町時代，已集大成，戰國時代末衰微。也有以百韻為單位的千句、萬句形式或五十韻、歌仙（36句）形式。在和歌的強大影響之下成立，之後派生出俳諧的連歌、發句（俳句）。

## 關連項目
- 長歌
- 短歌
- 旋頭歌
- 連句